# Swebowie

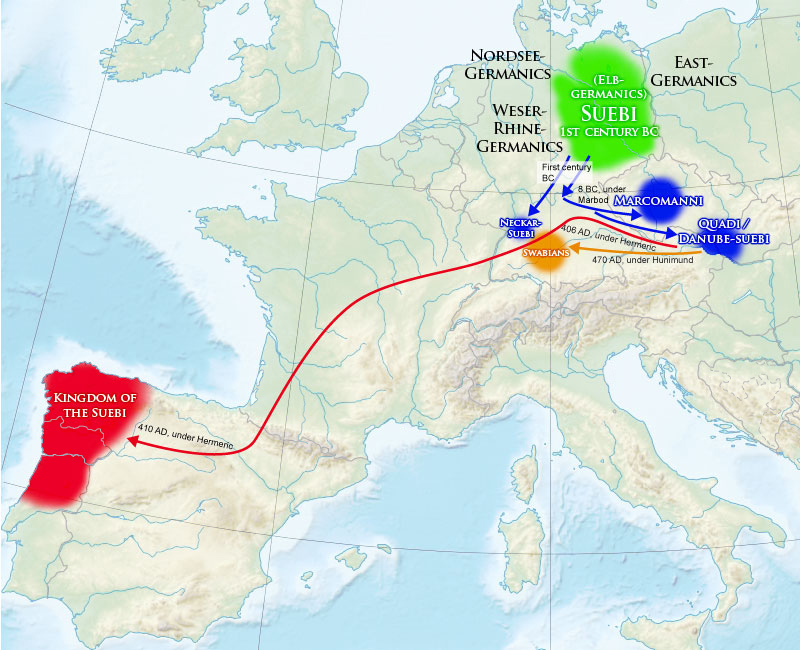
Migracje Swebów

Swebowie, Swewowie (łac. Suebi, Suevi) – związek plemion Germanów, w skład którego wchodzili: Semnonowie, Longobardowie, Markomanowie, Kwadowie i Hermundurowie. Mógł zostać utworzony przez Ariowista w związku z jego wyprawą do Galii na pomoc Sekwanom.

## Historia
Swebami określano wiele ludów germańskich, wg Tacyta zamieszkiwali oni większą część Germanii i są prócz tego na odrębne szczepy według specjalnych nazw podzieleni.
Plemiona związku Swebów zamieszkiwały tereny położone nad środkową Łabą. 
Według 38. rozdziału Germanii Tacyta z lat po 98 r. n.e. wszystkie plemiona nadłabskie i wschodniogermańskie na południe od Mare Suebicum (Morza Bałtyckiego) między Łabą a Wisłą (od Dunaju do Morza Bałtyckiego) należały do związku plemiennego Swebów. Zaliczał on do nich Semnonów, Longobardów, Reudignich, Awionów, Anglikanów, Warynów, Suardonów, Nuitonów, Hermundurów, Naristów, Markomanów , Kwadów, Marsignów, Burów i Lugiów. Uważał Hermundurów za „najpierwszych”, Semnonów za „najszlachetniejszych, najbardziej szanowanych i najstarszych”, a Longobardów za najodważniejszych spośród ludów Swebów. W 60 roku p.n.e. przekroczyli Ren i pod wodzą Ariowista weszli do Galii, gdzie w 58 p.n.e. zostali pokonani przez Cezara. Wywędrowawszy do Czech włączeni zostali do państwa Marboda (I w.). Między I a IV wiekiem n.e. stanowili zagrożenie dla Rzymu nad środkowym Dunajem, niejednokrotnie przełamując granice cesarstwa. W czasie wędrówki ludów w latach 405-406 n.e. Swebowie zostali zmuszeni do opuszczenia Niziny Panońskiej przez Hunów. W noc sylwestrową 406 roku przekroczyli zamarznięty Ren w pobliżu Moguncji razem z Wandalami i Alanami. Wraz z nimi pustoszyli przez trzy lata Galię, by w 409 roku wkroczyć do Hiszpanii.
Osiedli w północno-zachodniej części Półwyspu Iberyjskiego tworząc Królestwo Swebów na obszarze dzisiejszej Galicji. Przyjęli chrzest w 466 roku w obrządku ariańskim, a w roku 550 w katolickim. Zostali podbici przez Wizygotów w 585.

## Królowie Swebów w Hiszpanii
- Hermeryk (co najmniej 409-438)
- Rechila (438-448)
- Rechiar (448-456)

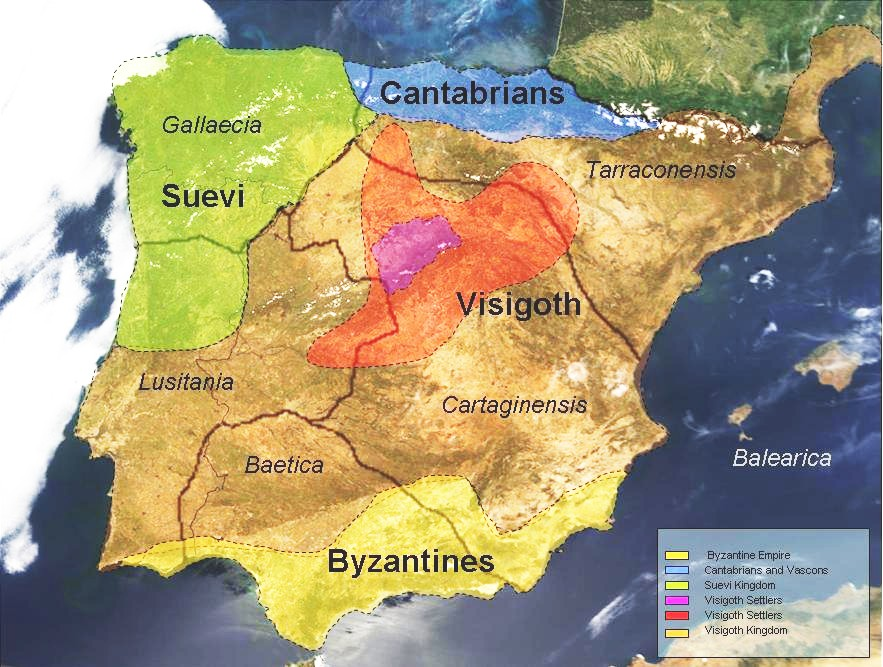
Państwo Swebów (kolor jasnozielony) na mapie Hiszpanii w połowie VI wieku

- Aiulf (456-457), wizygocki namiestnik z nadania Teodoryka II
- Framta (457), tylko tereny w dolinie rzeki Duero
- Maldras (456-460), po śmierci Framty włada całym krajem
- Frumar (460-464), dolina rzeki Tamego
- Rechimund (460-co najmniej 468), na północy, od 464 cały kraj
- okres ciemny (ok. 468-ok. 550)
- Chararyk (ok. 550-559)
- Teudemir (561/66-569)
- Miro (569-583)
- Eboryk (583/84)
- Audeka (583/84-585)